# Alchemilla tatricola
Alchemilla tatricola é uma espécie de rosácea do gênero Alchemilla, pertencente à família Rosaceae.